# Cyrtinus oakleyi
Cyrtinus oakleyi är en skalbaggsart som beskrevs av Fisher 1935. Cyrtinus oakleyi ingår i släktet Cyrtinus och familjen långhorningar. Inga underarter finns listade i Catalogue of Life.